# VC-1520

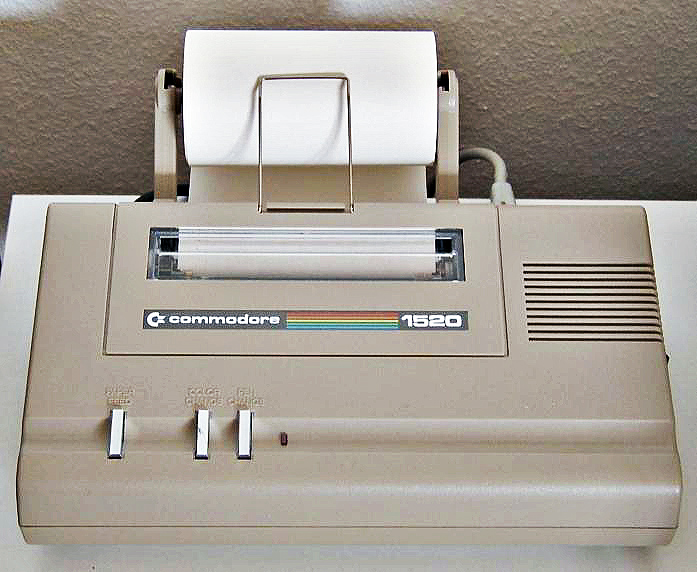
VC-1520 ohne Plexihaube

Der Commodore VC-1520 ist ein Rollen- oder Walzenplotter, der zur Ausgabe von Strichzeichnungen und Vektorgrafiken verwendet werden kann. Er war vor allem in den 1980er Jahren in Gebrauch.
Das Gerät verarbeitet 114 mm breites Normalpapier (davon 96 mm bedruckbar) von der Rolle und zeichnet mit vier kurzen Kugelschreiberminen verschiedener Farben, die in einem Revolvermagazin aufbewahrt und unter Verwendung eines elektromagnetischen Antriebs auf das Papier gepresst werden können. Er kann also als Kugelschreiberplotter bezeichnet werden.
Wie die meisten Peripheriegeräte der Commodore-Heimcomputer-Serie verfügt auch der VC-1520 über einen eigenen Befehlsvorrat und kann darüber gesteuert werden. Befehle zur absoluten und relativen Positionierung, der Stiftsteuerung und der Farbwahl gehören ebenso zum Umfang wie die Möglichkeit, Buchstaben und Zahlen durch Angabe des entsprechenden CBM-ASCII-Zeichens schreiben zu lassen. In der kleinsten Schriftgröße können mit für die damalige Zeit akzeptabler Geschwindigkeit bis zu 80 Zeichen pro Zeile geschrieben werden, so dass sich der Plotter auch als preiswerte Alternative zu einem Drucker anbot, zumal das Schriftbild einem 9-Nadel-Matrixdrucker überlegen war.
Angeschlossen wird er, wie bei Commodore üblich, an die serielle IEC-Schnittstelle als Gerät Nr. 6. Es gab nur eine geringe Unterstützung durch Anwenderprogramme, allerdings mit Simons Basic und Plotter Basic Programmiersprachen mit erweitertem Befehlssatz für die Plotterausgabe.
Die von Alps Electric stammende Mechanik DPG1302 wurde auch im Plotter für den Portable Computer Olivetti M10 verwendet, sowie (in verschiedenen Breiten) für mehrere Plottermodelle von Sharp, z. B. CE-516P. Diese Information kann bei der Suche neuer Minen sehr hilfreich sein.